# ВАЗ-2104
Ваз-2104  — легковий задньопривідний автомобіль з кузовом типу універсал. Автомобіль був розроблений і випускався на Волзькому автомобільному заводі з 1984 року, у 2000-х великовузлове складання було налагоджене в інших містах, зокрема у Кременчуці та на заводах корпорації «Богдан» у Луцьку, а пізніше у Черкасах. Найпізніші версії випускалися в Іжевську до 2012 року. Це була «класична» модель ВАЗ, виробництво якої припинилось пізніше всіх .

## Історія
Серійний випуск ВАЗ-2104 розпочався на Волзькому автомобільному заводі у 1984 році. Автомобіль став третьою моделлю у новому поколінні Жигулів після ВАЗ-2105 та ВАЗ-2107, виробництво яких розпочалося у 1980 та 1982 роках відповідно. Нову модель випускали паралельно з попередником — ВАЗ-2102 — до 1985 року. 
При створенні цієї моделі конструктори керувалися важливою особливістю того часу: створення нової моделі з мінімальними витратами на виробництво і максимальним споживчим ефектом. Тому за основу була взята модель ВАЗ-2105. Після подовження даху з'явилися виштамповки для посилення жорсткості. Така конструкція кузова дозволяє розмістити на даху довгий багажник, перенавантажувати який не рекомендується, оскільки розрахункова жорсткість кузова універсала значно нижче, ніж у седана. На новій моделі з'явилися задні дверцята, що відкриваються вгору, крім того, було застосовано абсолютно нове рішення, обігрів заднього скла і склоочисник, які пізніше увійшли до стандартної комплектації, оскільки до 1994 року оснащувалися лише експортні варіанти та модифікація ВАЗ-21043. 
Пізніше на ринку з'явився універсал модифікації ВАЗ-21047, оснащений п'ятиступінчастою коробкою передач, електроустаткуванням і салоном з анатомічними передніми сидіннями від ВАЗ-2107. З 1999 по 2006 рр. випускалася модифікація ВАЗ 21045 з дизельним двигуном виробництва «Барнаултрансмаш», об'ємом 1,52 л.

## Салон
Салон для нової моделі був запозичений у базової моделі, за винятком заднього сидіння. Складне заднє сидіння дає змогу збільшити об'єм багажного відсіку з 375 до 1340 л, і тоді можна перевозити великогабаритні вантажі. Повне навантаження автомобіля збільшилося до 455 кг.
У базовій комплектації обробка салону досить проста. Спартанський варіант припускає стандартну панель із мінімально необхідним набором приладів, оббивку салону і сидінь зі стандартними знімними підголовниками зі штучної шкіри й гумові килимки підлоги. Бажання більшого комфорту запропоновано задовольнити покращуваною оббивкою сидінь із ворсованого трикотажу, цільноформованими накладками дверей, килимками з ворсу, панеллю приладів з додатковою центральною консоллю, яка має розширений набір функціональних клавіш і контрольної апаратури, оригінальне рульове колесо.

## Популярність
Попри те, що вже з кінця XX століття цей автомобіль став застарілим в плані оснащення і безпеки, він має постійний попит, завдяки більш пристосованим до перевезення вантажів компонуванням і при цьому відносно невисокою вартістю як придбання, так і експлуатації.

## Модифікації

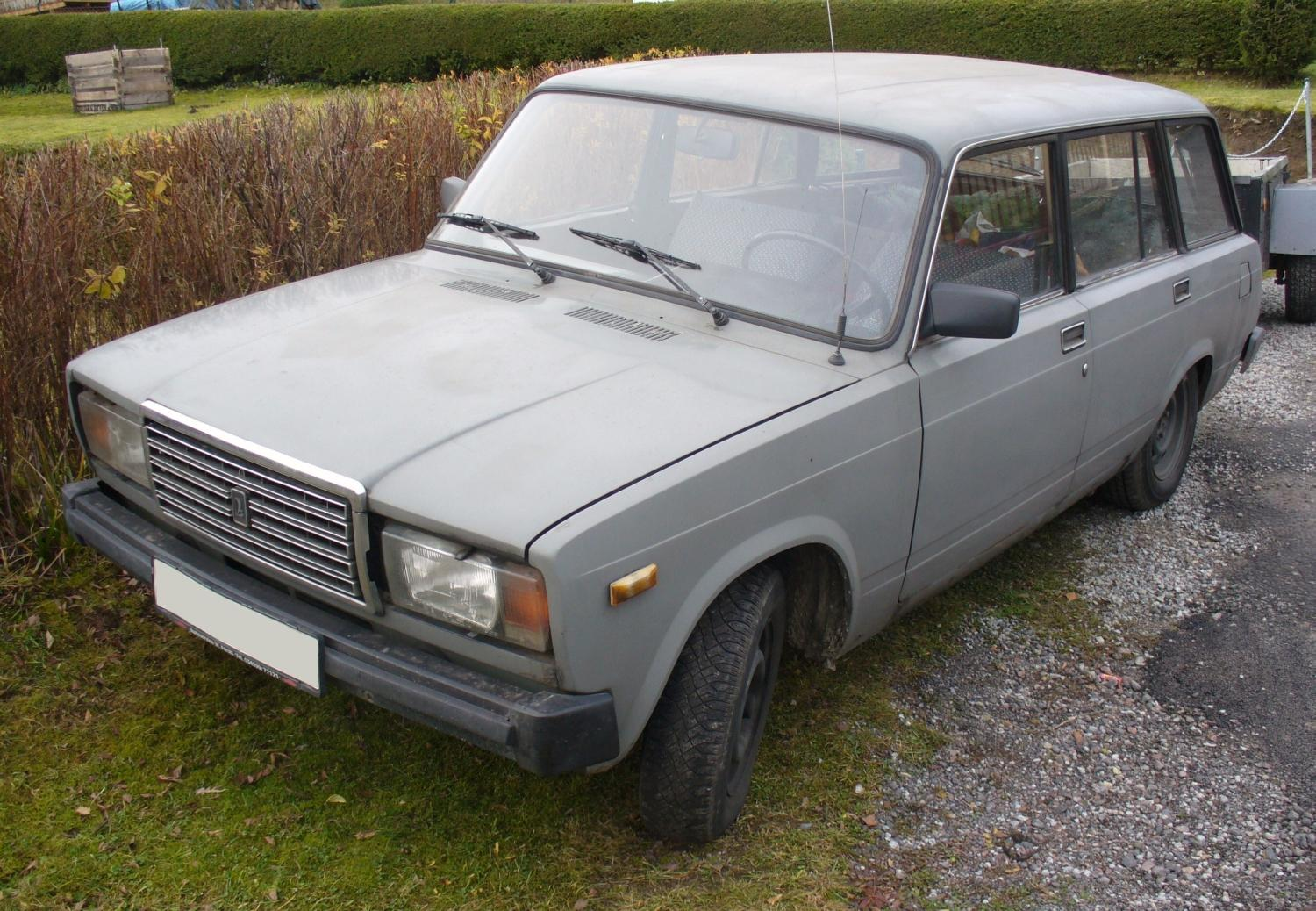
Lada 21047 (з решіткою радіатора від ВАЗ-2107)

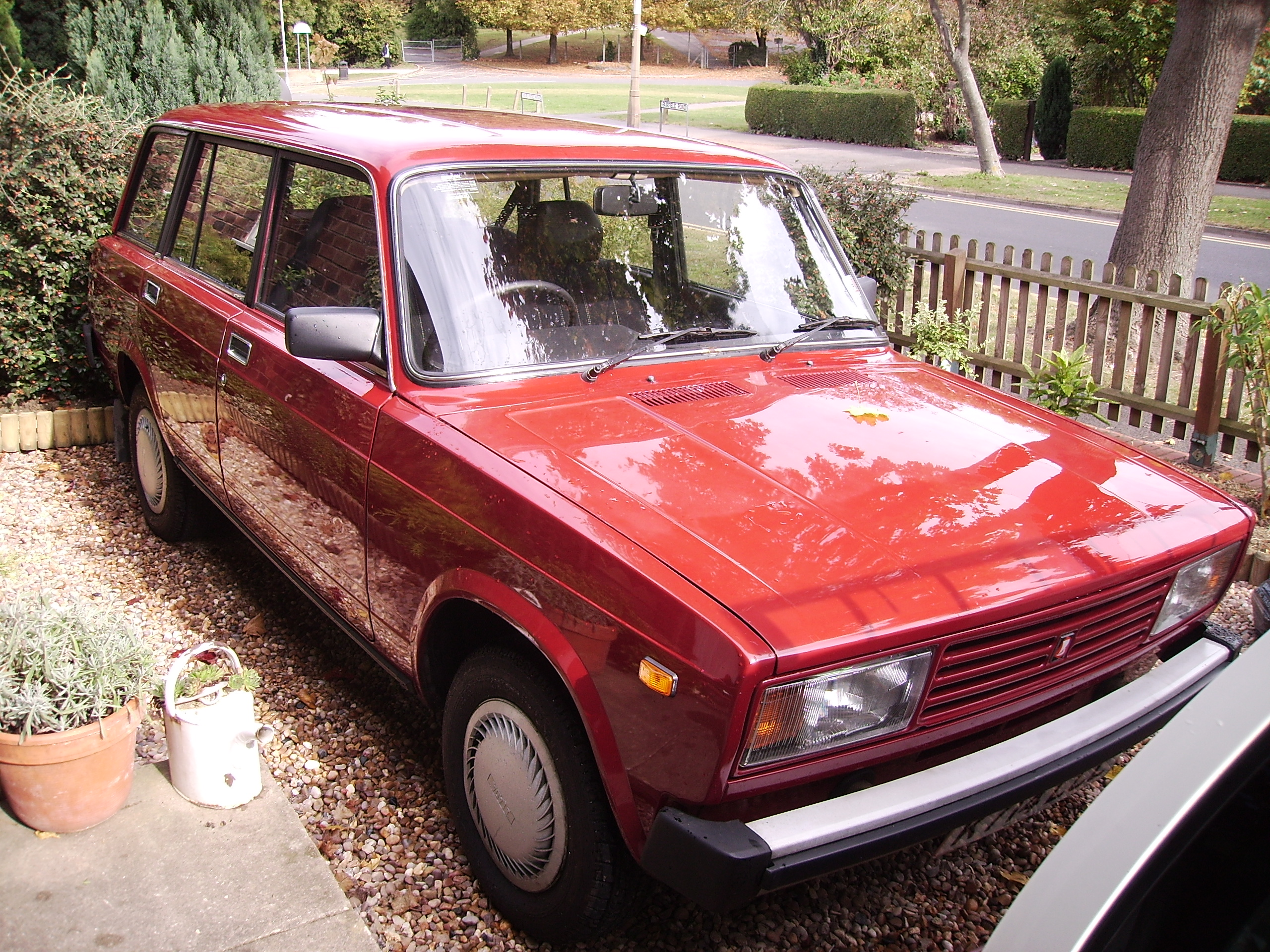
Lada Riva (експортний праворульний варіант)

- ВАЗ-2104 — двигун ВАЗ-2105, 1,3 літра, карбюратор, з 4-ступінчастою коробкою передач (КПП), базова модель.
- ВАЗ-21041 — двигун ВАЗ-2101, 1,2 літра, карбюратор з 4-ст. КПП. Серійно не випускалася.
- ВАЗ-21042 — двигун ВАЗ-2103, 1,5 літра, праве кермо.
- ВАЗ-21043 — двигун ВАЗ-2103, 1,5 літра, карбюратор з 4- або 5-ст. КПП, у варіантах з електроустаткуванням і салоном від ВАЗ-2107.
- ВАЗ-21044 — двигун 2121-Тайга, 1,7 літра, моновприск, 5-ст. КПП, експортна модель.
- ВАЗ-21045 — двигун ВАЗ-2107, 1,8 літра, моновприск, 5-ст. КПП, експортна модель. Серійно не випускалася.
- ВАЗ-21045Д — двигун ВАЗ-341, 1,5 літра, дизель, 5-ст. КПП.
- ВАЗ-21047 — двигун ВАЗ-2103, 1,5 літра, карбюратор, 5-ст. КПП, покращений варіант із салоном від ВАЗ-2107. Експортні модифікації оснащувалися ґратами радіатора від ВАЗ-2107.
- ВАЗ-21048 — двигун ВАЗ-343, 1,8 літра, дизель, 5-ст. КПП.
- ВАЗ-21041i — двигун ВАЗ-21067 1,6 літра інжектор, 5-ст КПП, салон та електрообладнання ВАЗ 2107, передні сидіння від ІЖ-2126.[4]

## Пізні модифікації
Пізніше на ринку з'явився універсал модифікації ВАЗ-21047, оснащений п'ятиступінчастою коробкою передач, електроустаткуванням і салоном з анатомічними передніми сидіннями від ВАЗ-2107. З 1999 по 2006 роки випускалася модифікація ВАЗ 21045 з дизельним двигуном виробництва, «Барнаултрансмаш» об'ємом 1,52 літра

## У кіно
Автомобіль знятий у фільмі «Свати 2» — Автомобіль Будько. Крім того, ВАЗ 2104 — автомобіль головного героя радянського кінофільму «Шукаю друга життя».